# Dazibao (album)
Pour les articles homonymes, voir Dazibao (homonymie).
Albums de Pierre Rapsat
Volte-Face
(1998)
Dazibao est le dix-huitième et dernier album du chanteur belge Pierre Rapsat.
La deuxième chanson de l'album, Adeu, est inspirée du village catalan El port de la Selva où il se rendait régulièrement en vacances.

## Historique
Enregistré au studio Red-House par Didier Dessers et au studio Attic par Christian Martin, l'album est produit par Didier Dessers, publié en 2001 sur le label Viva Disc et distribué par Sony Music Entertainment (Belgium).

## Titres
Toutes les paroles et musiques sont composées par Pierre Rapsat.
1. Les rêves sont en nous – 4:10
2. Adeu - 3:30
3. Ensemble (intro) - 1:01
4. Ensemble - 3:44
5. Jardin secret - 3:56
6. Sitcom - 3:02
7. On existe encore - 4:26
8. Un cœur qui se bat - 3:09
9. Chacun pour soi - 3:41
10. Rien qu'une chanson - 3:36
11. Tout le monde veut y croire - 3:56
12. Dazibao - 4:51

## Musiciens
- Pierre Rapsat : chant, guitare acoustique
- Didier Dessers : claviers, guitare basse, guitare électrique
- Patrick Deltenre : guitare acoustique
- Alain Léonard : guitare basse
- Frédéric Jacquemin : batterie
- Ariane Debièvre : flûte
- Jean-Paul Dessy : violoncelle